# Pinokkió (élőszereplős film, 2022)
A Pinokkió (eredeti cím: Pinocchio) 2022-es amerikai zenés fantasyfilm, amelyet Robert Zemeckis rendezett Zemeckis és Chris Weitz forgatókönyve alapján. A Walt Disney Pictures által készített film Walt Disney 1940-es, azonos című animációs filmjének élőszereplős adaptációja, amely Carlo Collodi 1883-as Pinokkió kalandjai című olasz könyvén alapul. A főszerepben Tom Hanks, Cynthia Erivo, Giuseppe Battiston, Luke Evans, Benjamin Evan Ainsworth, Joseph Gordon-Levitt és Keegan-Michael Key látható.
A film 2022. szeptember 8-án jelent meg a Disney+-on.

## Cselekmény
Egy olasz faluban a fából készült bábut, Pinokkiót a Kék Tündér kelti életre, aki kalandos életet keres, miközben igazi fiúvá akar válni.

## Szereplők

### Élőszereplők
| Szereplő        | Színész              | Magyar hang           |
| --------------- | -------------------- | --------------------- |
| Geppetto        | Tom Hanks            | Kőszegi Ákos          |
| Kék tündér      | Cynthia Erivo        | Gallusz Nikolett      |
| Kocsis úr       | Luke Evans           | Posta Victor          |
| Fabiana         | Kyanne Lamaya        | Laudon Andrea         |
| Stromboli       | Giuseppe Battiston   | Schneider Zoltán      |
| Vásott Vili     | Lewin Lloyd          | Sándor Barnabás       |
| Signora Vitelli | Sheila Atim          | N/A                   |
| Signore Rizzi   | Angus Wright         | Galbenisz Tomasz      |
| Szereplő        | Eredeti hang         | Magyar hang           |
| Pinokkió        | Ben Ainsworth        | Holló-Zsadányi Norman |
| Tücsök Tihamér  | Joseph Gordon-Levitt | Sánta László          |
| Derék Rókus     | Keegan-Michael Key   | Barát Attila          |
| Sofia           | Lorraine Bracco      | Timkó Eszter          |
| Sabrina         | Jaquita Ta'le        | Laudon Andrea         |

### Magyar változat
- Magyar szöveg: Boros Karina
- Dalszöveg: Csörögi István, Nádasi Veronika
- Hangmérnök: Bogdán Gergő
- Vágó: Kránitz Bence
- Gyártásvezető: Rába Ildikó
- Szinkronrendező: Dobay Brigitta
- Zenei rendező: Posta Victor
- Produkciós vezető: Máhr Rita
- Művészeti vezető: Aleksandra Janikowska

A szinkront az SDI Media Hungary készítette.

## A film készítése

### Előkészítés
2015. április 8-án jelentették be, hogy a Walt Disney Pictures az 1940-es Pinokkió című animációs film élőszereplős adaptációját készíti el. Még azon a napon jelentették be, hogy Peter Hedges írja a film forgatókönyvét. 2017. május 22-én bejelentették, hogy Chris Weitz váltja Hedges-t forgatókönyvíróként, valamint producerként is tevékenykedik majd, míg Sam Mendes a rendezésről folytatott tárgyalásokat. 2017. november 13-án Mendes lemondott a rendezői posztról.
2018. február 20-án kiderült, hogy Paul King lesz a film rendezője, míg Andrew Milano Weitz mellett társproducer lesz a filmben, és a forgatás várhatóan 2018 végén kezdődik. 2018. augusztus 21-én Weitz elárulta, hogy bár Jack Thorne bejelentette, hogy újraírja Weitz forgatókönyvét, Weitz elárulta, hogy a forgatókönyv még mindig fejlesztés alatt áll, valamint, hogy a forgatás 2019 folyamán Angliában és Olaszországban fog zajlani. 2018 novemberében Simon Farnaby a beszámolók szerint egy új vázlaton dolgozott a filmhez. 2019. január 13-án azonban arról számoltak be, hogy King "családi okokra" hivatkozva elhagyta a filmet, a Disney pedig bejelentette, hogy új rendezőt keres a projekthez.
2019. október 18-án arról számoltak be, hogy Robert Zemeckis tárgyalásokat folytat a film rendezéséről, míg a film forgatókönyvének legújabb változatát a hírek szerint Weitz, King és Farnaby írta, Weitz és Milano pedig továbbra is producerként dolgozik a projekten. 2020. január 24-én megerősítették, hogy Zemeckis rendezi a filmet, és Weitz-szal közösen írja az új forgatókönyvet. Arról is beszámoltak, hogy Jack Rapke és Jackie Levine lesz a vezető producer.

### Szereplőválogatás
2018. november 29-én arról számoltak be, hogy Tom Hanks már a korai tárgyalásokon szóba került, hogy eljátssza Geppettót a filmben, de King távozása után visszautasította a projektet. 2020 augusztusában Hanks újra csatlakozott a projekthez. Hanks állítólag Robert Zemeckis rendezőt kereste meg a szerepért, miután elolvasta a forgatókönyvet; korábban a Forrest Gump (1994), a Számkivetett (2000) és Polar Expressz (2004) című filmekben dolgoztak együtt. 2021 januárjában Luke Evans csatlakozott a szereplőgárdához Fuvaros úr szerepében, Oakes Fegley pedig korai tárgyalásokba kezdett Vásott Vili szerepéről. Végül Lewin Lloyd kapta meg a szerepet. Márciusban Benjamin Evan Ainsworth kapta meg a címszerepet, és Cynthia Erivo, Joseph Gordon-Levitt, Keegan-Michael Key, valamint Lorraine Bracco is csatlakozott a filmhez. Erivo alakítja a Kék tündért, míg Gordon-Levitt, Key és Bracco Jiminy Cricket, Derék Rókus és egy új karakter, Szófia, a Sirály hangját adják.

### Forgatás
A forgatás 2021. március 17-én kezdődött az angliai Cardington Filmstúdióban, Mahogany munkacímmel. Benjamin Evan Ainswoth szerint a forgatás 2021 áprilisában fejeződött be. 2022. január 1-jén Cynthia Erivo színésznő megosztotta az első ízelítőt arról, hogy ő lesz a Kék Tündér a készülő remake-ben.

### Vizuális effektek és animáció
A Moving Picture Company készítette a teljes animációt és a vizuális effekteket a filmhez. A DNEG hozzájárult a virtuális produkció egy részéhez.

## Zene
Alan Silvestri, Zemeckis visszatérő munkatársa szerezte a film zenéjét. Silvestri és Glen Ballard új dalokat írtak a projekthez, amely az eredeti filmből is tartalmaz majd néhány dalt, köztük a "When You Wish Upon a Star" című számot, amelyet Cynthia Erivo ad elő a Kék tündér szerepében.